# 倒吊钟叶素馨
倒吊钟叶素馨（学名：Jasminum fuchsiaefolium）是木犀科素馨属的植物，是中国的特有植物。分布在中国大陆的贵州、广西、云南等地，生长于海拔1,000米至2,200米的地区，多生长在山坡以及灌丛，目前尚未由人工引种栽培。

## 别名
吊钟叶素馨（云南植物志）